# Cheiromeles
Cheiromeles (Horsfield, 1824) è un genere di pipistrelli della famiglia dei Molossidi. 

## Descrizione

### Dimensioni
Al genere Cheiromeles appartengono pipistrelli di medie dimensioni con la lunghezza dell'avambraccio tra 73 e 86 mm e un peso fino a 200 g.

### Caratteristiche craniche e dentarie
Il cranio è massiccio ed alquanto piano, con una cresta sagittale poco sviluppata sino alla regione occipitale dove diventa improvvisamente prominente. Il rostro è lungo più della metà dell'intera lunghezza del cranio. Gli incisivi superiori sono corti e robusti, quelli inferiori sono ben sviluppati e separati tra loro. I canini sono grandi.
Sono caratterizzati dalla seguente formula dentaria:

### Aspetto
Il corpo è robusto e tozzo ed è privo di una peluria evidente. Minuscoli peli sono presenti sulla testa, sull'uropatagio e sulle parti inferiori. Un collare di setole nerastre lunghe fino a 10 mm è presente intorno alla parte inferiore del collo, in prossimità di una consistente sacca ghiandolare golare, nella quale viene prodotta una secrezione fortemente odorosa, le cui funzioni sono sconosciute. È presente in entrambi i sessi, sebbene nelle femmine sia ridotta ad un piccolo orifizio. La pelle è ispessita ed elastica. Le labbra sono lisce e le orecchie sono separate. Queste ultime sono strette, triangolari, con un piccolo trago e un antitrago semi-circolare. Lungo i fianchi del corpo sono presenti delle tasche cutanee, formate dall'estensione di una piega della pelle del braccio. Si aprono in avanti e sono profonde circa 25-50 mm. L'animale inserisce dentro di esse le ali ripiegate, utilizzando il piede, la cui morfologia è alquanto particolare per un microchirottero. L'alluce è opponibile, ha un'unghia appiattita anziché un artiglio ricurvo come le altre dita ed un lungo ciuffo di peli rigidi alla sua base. Le membrane alari sono attaccate sulla schiena vicino alla spina dorsale e sono lunghe e strette. Gli arti inferiori sono corti e robusti. La coda è lunga e si estende per più della metà oltre l'uropatagio. Le femmine hanno un paio di mammelle all'interno delle tasche cutanee.

## Distribuzione
Il genere è diffuso nella Penisola malese, Sumatra, Giava, Borneo, Filippine, Sulawesi e alcune delle Isole Molucche.

## Tassonomia
Il genere comprende due specie, che si differenziano dal colore della pelle e dalle dimensioni.
- Colore della pelle grigio-brunastro. Più piccoli.
  - Cheiromeles parvidens
- Colore della pelle nerastro. Più grandi.
  - Cheiromeles torquatus